# Lycosa leucotaeniata
Lycosa leucotaeniata är en spindelart som först beskrevs av Cândido Firmino de Mello-Leitão 1947.  
Lycosa leucotaeniata ingår i släktet Lycosa och familjen vargspindlar. Inga underarter finns listade i Catalogue of Life.